# Butaca 13
Butaca 13 es un programa de televisión emitido por 13 TV y presentado por Juana Samanes en el que se repasa la actualidad cinematográfica, los últimos estrenos de la semana, reportajes y entrevistas a personas relacionadas (o no) con el mundo del cine, rankings de vídeos y libros y las mejores bandas sonoras de cine.

## Formato y estructura del programa

### Butaca 13
A las 13:30 horas, Butaca 13 se centra en la crítica de los últimos estrenos de la cartelera, reportajes y noticias de la semana, las recomendaciones de vídeos y libros, los gustos cinematográficos de un personaje famoso así como el ranking de taquilla de la semana. El espacio cada semana termina con música la mejor banda sonora de algún estreno.

### La tertulia de Butaca 13
A las 14:00 horas comienza la segunda parte del programa: La tertulia de Butaca 13. En esta parte Juana Samanes debate junto a Juan Orellana y Jerónimo José Martín los últimos estrenos en cartelera, las mejores películas, las más taquilleras y todo aquello relacionado con el cine que llega a las salas de toda España.